# Мацкевич, Владимир Владимирович (государственный деятель)
Влади́мир Влади́мирович Мацке́вич (1 (14) декабря 1909, с. Привольное, Екатеринославская губерния — 7 ноября 1998, Москва) — советский государственный и хозяйственный деятель, министр сельского хозяйства СССР (1955—1960 и 1965—1973). Чрезвычайный и полномочный посол.

## Биография
В 1932 году окончил Харьковский зоотехнический институт.
В 1932—1952 годах — на ответственной работе в Украинской ССР.
- В 1932—1946 годах — преподаватель, заместитель директор Липкуватовского техникума (Харьковская область).
- В 1933—1938 годах — директор и преподаватель Мариупольского, Донецкого совхоза-техникума.
- В 1938—1941 годах — директор Харьковского зоотехнического института.
- В 1942—1944 годах — директор Томского зооветеринарного техникума.
- В 1944—1946 годах — директор Харьковского зооветеринарного института.
- В 1946—1947 годах — первый заместитель министра животноводства Украинской ССР.
- В январе-феврале 1947 года — министр животноводства Украинской ССР.
- В 1947—1949 годах — заместитель министра сельского хозяйства Украинской ССР.
- В 1949—1950 годах — министр сельского хозяйства Украинской ССР.
- В 1950—1952 годах — первый заместитель председателя Совета Министров Украинской ССР.

В 1952—1953 годах — первый заместитель председателя исполнительного комитета Ставропольского краевого Совета, и. о. председателя исполнительного комитета Ставропольского краевого Совета.
Затем на руководящей работе в правительстве Советского Союза и на дипломатической работе.
- В 1953 году — первый заместитель министра сельского хозяйства и заготовок СССР.
- В 1953—1955 годах — первый заместитель министра сельского хозяйства СССР.
- В 1955—1960 годах — министр сельского хозяйства СССР и, одновременно, заместитель председателя Государственной экономической комиссии Совета Министров СССР по текущему планированию народного хозяйства — министр СССР (1956—1957).
- В 1957—1961 годах — заместитель председателя Госплана СССР.
- В 1961—1965 годах — председатель исполнительного комитета Целинного краевого Совета депутатов трудящихся.
- В 1965—1973 годах — министр сельского хозяйства СССР[1].
- С 27 апреля 1973 по 6 февраля 1980 года — чрезвычайный и полномочный посол СССР в Чехословакии.

С 1980 года — персональный пенсионер союзного значения.
Член ЦК КПСС (1956—1961, 1966—1981). Депутат Верховного Совета СССР 3—8 созывов.  Член ЦК КП(б) Украины (1949—1952). Член Политбюро ЦК КП(б) Украины (1950—1952). Депутат Верховного Совета Украинской ССР 2—3-го созывов. 
Похоронен на Троекуровском кладбище в Москве.

## Награды
- четыре ордена Ленина (23 января 1948; 11 января 1957; 14 декабря 1959; 12 декабря 1969)
- орден Трудового Красного Знамени (28 августа 1944; 14 декабря 1979)
- медаль «За трудовую доблесть» (25 декабря 1959)
- другие медали